# Sant Sebastià del Rial
Sant Sebastià del Rial és una antiga església romànica de la caseria del Rial, del poble de Baén, pertanyent al terme de Baix Pallars, del Pallars Sobirà. Pertangué a l'antic terme de Baén.
Està situada al nord-est del poble de Baén, al paratge de Lo Rial, a la dreta del Torrent Fondo i del Barranc del Rial.
Era una església d'una sola nau amb absis a llevant, tot dins de les característiques línies del romànic del segle xi. El conjunt és en ruïnes, i, a més, les restes de l'església serviren de cleda, magatzem i borda. Tot i l'abandonament i la degradació del lloc, encara es pot apreciar perfectament la planta de l'església, així com una part dels murs, que denoten un aparell del segle xi.